# Rüütli 1a
Rüütli 1a est un bâtiment fonctionnaliste de la ville de Pärnu, en Estonie.

## Description
La maison au coin des rues Rüütli et Õhtu a été conçue par l'architecte Olev Siinmaa pour loger sa famille.
Étant donné que le bâtiment est l'un des exemples les plus purs du style fonctionnaliste à Pärnu, il a été reconnu comme monument culturel national.

## Histoire
La parcelle du bâtiment a longtemps été inutilisée car elle était de forme triangulaire et trop petite pour un immeuble résidentiel normal. Cependant, cette situation a présenté un défi intéressant à l'architecte Olev Siinmaa qui y a conçu une résidence de style fonctionnaliste.
Le projet du bâtiment résidentiel a été examiné par le comité de construction de la ville de Pärnu en janvier 1931. La construction a commencé la même année et le bâtiment a finalement été achevé le 30 mars 1933.
La résidence appartenait à la famille Siinmaa jusqu'en 1944. De 1952 au milieu des années 1990, le bâtiment abritait une station sanitaire et épidémiologique.
En 1997, la ville de Pärnu a vendu le bâtiment aux enchères à Aleksandra Vellet, qui a revendu le bâtiment à Toomas Truuvert la même année.
Dans les années 1997-2006, le bâtiment a été restauré selon les conditions spéciales de protection du patrimoine rédigées par Mart Kalmu.
La société de Truvert, Bonnard Kinnisvara, a fait faillite en février 2009 et la maison a été mise en vente.
Irina Kolmkant est devenue la nouvelle propriétaire du bâtiment.
En janvier 2011, le Conseil de protection du patrimoine a infligé une amende à Kolmkant parce qu'il avait retiré la plupart des meubles d'origine du bâtiment de sa place pour les remplacer par des meubles de style fonctionnaliste du XXIe siècle.
En 2016, la sculpture en alliage d'aluminium Siinmaa sur la pente de Vallikääru a été inaugurée devant le bâtiment.